# 특별행정심판
특별행정심판이란 특정분야의 행정청의 처분 또는 부작위에 대하여 행정심판법에 의한 일반적인 행정심판절차에 따라 심판하지 아니하고 각 개별법에서 따로 정한 특례 절차에 따라 하는 행정심판을 말한다.특별행정심판으로 특허심판, 조세심판, 해양안전심판, 공무원징계에 대한 소청심사, 교원소청심사 등이 있다.

## 참고 문헌
1. ↑  월간법제- 행정심판제도 중 특별행정심판이 있다던데